# Euphorbia oxyphylla
Euphorbia oxyphylla es una especie fanerógama perteneciente a la familia de las euforbiáceas. Es originaria de la península ibérica.

## Descripción
Es una planta perenne, rizomatosa, glabra, glauca. Rizoma grueso, hasta de 30 mm de diámetro. Tallos de 20-45 cm, herbáceos, lignificados en la base, erectos o ascendentes, robustos, simples, ocasionalmente con 1-3 ramas fértiles laterales, muy foliosos en la mitad superior, defoliados en el 1/2-1/3 inferior. Hojas crasiúsculas, consistentes, sésiles, enteras, apiñadas, aguzadas, ± involutas en el ápice; las medias (30)35-55 x 8-13 mm, linear-elípticas, agudas, patentes –las inferiores de ordinario reflejas-; las superiores la mitad más cortas, subagudas, elíptico-oblongas, erecto-patentes. Pleocasio con 9-16 radios hasta de 45 mm, simples o una vez bifurcados; brácteas pleocasiales anchamente elípticas, subobtusas, mucronadas; brácteas dicasiales ovadas o suborbiculares, apiculadas o romas, libres. Ciatio de 4,5 x 5 mm; nectarios anaranjado-rojizos, apendiculados, obtrapezoidales, ± crenados en el margen, con dos apéndices laterales, insertos bajo el nectario, capitados, divergentes, ambarinos, acompañados a menudo por otros 2-6 intermedios y de igual forma pero menores. Fruto 7-8 x 7-7,5 mm, ovoideo, trígono, poco sulcado; cocas obtusamente aquilladas, lisas –escabriúsculas a c. 40 aumentos–. Semillas 4-5 x 2,5-3 mm, subcilíndricas, irregularmente rugosas, grisáceas; carúncula 1-1,5 x 1,75-2 mm, estipitada, hemisférica, terminal. Tiene un número de cromosomas de 2n = 20, 32, 36.

## Distribución y hábitat
Se encuentra en taludes, claros de escobonales, jarales y robledales algo degradados, a menudo en berrocales y suelos más o menos sueltos; silicícola; a una altitud de 300-1700 metros en el centro oeste de la península ibérica.

## Taxonomía
Euphorbia oxyphylla fue descrita por Pierre Edmond Boissier y publicado en Prodromus Systematis Naturalis Regni Vegetabilis 15(2): 1268. 1866.
Etimología
Euphorbia: nombre genérico que deriva del médico griego del rey Juba II de Mauritania (52 a 50 a. C. - 23), Euphorbus, en su honor – o en alusión a su gran vientre –  ya que usaba médicamente Euphorbia resinifera. En 1753 Carlos Linneo asignó el nombre a todo el género.
oxyphylla: epíteto latino que significa "con hojas afiladas"
Sinonimia
- Euphorbia broteroi Daveau
- Tithymalus broteroi (Daveau) Soják	[6]